# 段雄
段雄（1961年8月—），男，汉族，四川荣昌人，中华人民共和国政治人物，曾任九三学社中央委员、江苏省委副主委、徐州市副市长、中国矿业大学教授、博士生导师，第十一届全国政协委员。

## 生平
2008年，当选第十一届全国政协委员，代表科学技术界，分入第三十一组。